# Dercetina purpurea
Dercetina purpurea es una especie de insecto coleóptero de la familia Chrysomelidae.
Fue descrita científicamente en 1954 por Bryant.